# Robert z Arbrissel
Robert z Arbrissel (ur. ok. 1045 w Arbrissel w Bretanii, zm. 1116 w klasztorze Orsan w Berry) – francuski wędrowny kaznodzieja i założycielem opactwa Fontevraud.

## Źródła historyczne
Pierwszy żywot został spisany wkrótce po śmierci Roberta w 1116 roku przez Baldryka z Dol, biskupa Dol-en-Bretagne, a wcześniej opata klasztoru Saint-Pierre w Bourgueil). Drugi powstał kilka lat później na zamówienie ksieni Fontevrault, Petronilli, prawdopodobnie w celu wsparcia jej autorytetu jako przeoryszy.

## Biografia
Robert urodził się około 1045 roku w Arbrissel w Bretanii jako syn Domaliocha i Orguende. Jego ojciec był proboszczem tamtejszej parafii – żonaci duchowni nie byli rzadkością przed reformą gregoriańską. Można przypuszczać, że Robert został następcą ojca na stanowisku proboszcza. Chcąc podnieść swoje wykształcenie, udał się do Paryża, gdzie spędził kilka lat na studiach, być może pod kierunkiem Anzelma z Laon. Wykazywał się później znaczną wiedzą teologiczną. Data i miejsce jego święceń nie są znane. Wiadomo jednak, że nieco przed 1076 rokiem powrócił do swojej parafii. W 1078 biskup Sylwester de La Guerche został złożony z urzędu przez legata Grzegorza VII, a ponieważ Robert poparł wybór Sylwestra, został zmuszony do opuszczenia diecezji.
Robert wznowił wówczas swoje studia w Paryżu, które przerwał wezwany przez przywróconego na swój urząd biskupa Sylwestra. Służył odtąd jako archiprezbiter Sylwestra, skutecznie zarządzając diecezją Rennes. Biskup Sylwester z pomocą Roberta usiłował przeprowadzić reformy, które jednak wywołały sprzeciw ze strony duchowieństwa bretońskiego. Po śmierci biskupa około 1093 roku Robert musiał uciekać do Angers, gdzie oddał się kontynuowanej przez resztę życia ascezie.
W 1095 został pustelnikiem w lesie Craon (na południowy zachód od Laval). Wraz z Bernardem z Thiron oraz Witalisem z Savigny, późniejszymi reformatorami życia zakonnego, prowadził surowe życie pokutnika. Jego pobożność, elokwencja i asceza przyciągały wielu naśladowców. Dlatego już w 1096 roku założył klasztor kanoników regularnych w La Roë, sam zostając pierwszym opatem. W tym samym roku Urban II wezwał go do Angers i powierzył misję apostolską, upoważniającą do głoszenia kazań poza granicami własnej diecezji. Opiekę nad Robertem roztoczył także Hildebert, biskupa Le Mans.
Grono naśladowców stale się powiększało. Tych, którzy pragnęli złożyć śluby zakonne, wysłał do La Roë. Wkrótce jednak kanonicy zaczęli sprzeciwiać się napływowi tak licznych i zróżnicowanych postulantów. Robert zrzekł się więc swojej funkcji opata i w 1099 roku założył podług reguły św. Benedykta podwójny, męsko-żeński klasztor Fontevrault. Hersendę z Szampanii, krewną księcia Bretanii, mianował ksienią, a Petronillę, baronową Chemillé, jej koadiutorką.
Żywoty Roberta od zawsze wzmiankowały o nawróconych prostytutkach obecnych w jego gronie. Prawdziwości tego twierdzenia dowodzą także współczesne badania. Baldryk z Dol pisze na przykład, że wśród uczniów Roberta znajdowały się meretrices – a to łacińskie słowo odnoszono wówczas zwykle do prostytutek lub przynajmniej kobiet rozwiązłych. Niemal pewnym dowodem na obecność nierządnic wśród naśladowczyń Roberta jest tekst odkryty w klasztorze Vaux-de-Cernay. Robert miał odwiedzić dom publiczny w Rouen i nauczać prostytutki o grzechu. Te pod wrażeniem jego mowy miały zaś udać się z nim na pustkowie. Jak czytamy w tekście, Robert pragnął „przyciągnąć cudzołożników i prostytutki do lekarstwa pokuty”. Nawet jeśli historia ta może nie być zupełnie prawdziwa w warstwie faktualnej, zdaje się potwierdzać obecność prostytutek we wspólnocie. Innym argumentem jest również fakt, że Robert poświęcił jeden z domów w swoim opactwie Marii Magdalenie.
Robert do końca życia odbywał podróże misyjne po całej zachodniej Francji, ale niewiele o nich wiadomo. Kontrowersję wokół jego osoby wywołało jednak oskarżenie o spanie w jednym pokoju z niektórymi z zakonnic, wniesione przez opata Geoffrey'a z Vendôme i biskupa Marboda z Rennes. Jest jednak bardziej prawdopodobne, że Robert praktykował synejsaktyzm – praktykę znaną z wczesnego Kościoła, która polegała na wspólnym życiu mnichów i mniszek w czymś na kształt białego małżeństwa.
Na soborze w Poitiers w listopadzie 1100 roku Robert poparł legatów papieskich, którzy ekskomunikowali Filipa I za jego nieprawy związek z Bertradą de Montfort. Dziesięć lat później uczestniczył w soborze w Nantes. Świadomość zbliżającej się śmierci skłoniła go do działań na rzecz zapewnienia trwałości swojemu opactwu w Fontevrault. Nałożył na mnichów ślub stałości i we wrześniu 1116 roku zwołał kapitułę, aby ustalić formę sprawowania władzy. Z Hautebruyère udał się do Orsan, innego klasztoru przynależącego do Fontevrault, gdzie zmarł. Vita Andreæ szczegółowo opisuje jego ostatni rok życia.

## Kult
Oskarżenie Geoffrey'a z Vendôme było źródłem wielu kontrowersji w XVII i XVIII wieku. Również ekscentryczne działania Roberta i skandale, które wybuchały wśród jego zwolenników, mogły przyczynić się do powstania niekorzystnych dlań plotek, choć mnisi z opactwa robili wszystko, by odeprzeć ataki na swego założyciela.
Zawierające oskarżenia listy biskupa Marbodiusa z Rennes i Geoffreya z Vendôme zostały, mimo braku wystarczających dowodów, uznane za fałszerstwa. Z kolei rękopis listu Piotra z Saumur został wykradziony, prawdopodobnie za namową opatki Janiny Baptysty de Bourbon. To ona, jako rodzona córka króla Francji Henryka IV, zwróciła się do papieża Innocentego X o beatyfikację Roberta, a jej prośbę poparli Ludwik XIV i Henrietta Stuart. Ani ta próba beatyfikacji, ani kolejna – w XIX wieku – nie powiodła się. Mimo to jest zwyczajowo czczony przez Kościół katolicki jako błogosławiony i jako taki odnotowany w Martyrologium Rzymskim. Jego wspomnienie obchodzone lokalnie w Bourges przypada na 25 lutego.
Nie zachowała się oryginalna wersja reguły Fontevrault. Jedynym pismem Roberta, którym współcześnie dysponujemy, jest jego list upominający Ermengardę z Anjou.